# Melanophilharmostes donisi
Melanophilharmostes donisi là một loài bọ cánh cứng trong họ Hybosoridae. Loài này được Basilewsky miêu tả khoa học năm 1955.